# African Women's Footballer of the Year
L'African Women Footballer of the Year è un premio annuale per la miglior calciatrice africana. Viene assegnato dalla confederazione calcistica africana a dicembre di ogni anno.
La nigeriana Perpetua Nkwocha ha il record di quattro vittorie.
Il premio fu assegnato la prima volta nel 2001.

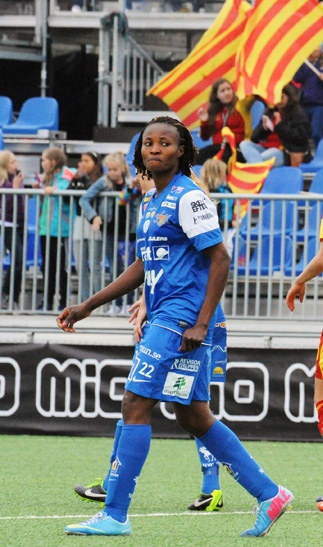
Perpetua Nwocha la calciatrice con più vittorie

## Albo d'oro
| Anno | Nome               | Nazionale in cui gioca | Club                   |
| ---- | ------------------ | ---------------------- | ---------------------- |
| 2001 | Mercy Akide        | Nigeria                | San Diego Spirit       |
| 2002 | Alberta Sackey     | Ghana                  | Robert Morris College  |
| 2003 | Adjoa Bayor        | Ghana                  | Ghatel Ladies of Accra |
| 2004 | Perpetua Nkwocha   | Nigeria                | Sunnanå SK             |
| 2005 | Perpetua Nkwocha   | Nigeria                | Pelican Stars          |
| 2006 | Cynthia Uwak       | Nigeria                | FC United              |
| 2007 | Cynthia Uwak       | Nigeria                | FC United e Falköping  |
| 2008 | Noko Matlou        | Sudafrica              | Brazilian Ladies       |
| 2009 | non assegnato      |                        |                        |
| 2010 | Perpetua Nkwocha   | Nigeria                | Sunnanå SK             |
| 2011 | Perpetua Nkwocha   | Nigeria                | Sunnanå SK             |
| 2012 | Genoveva Añonma    | Guinea Equatoriale     | Turbine Potsdam        |
| 2013 | non assegnato      |                        |                        |
| 2014 | Asisat Oshoala     | Nigeria                | Rivers Angels          |
| 2015 | Gaëlle Enganamouit | Camerun                | Eskilstuna United      |
| 2016 | Asisat Oshoala     | Nigeria                | Arsenal                |
| 2017 | Asisat Oshoala     | Nigeria                | Dalian                 |
| 2018 | Thembi Kgatlana    | Sudafrica              | Houston Dash           |
| 2019 | Asisat Oshoala     | Nigeria                | Barcellona             |
| 2022 | Asisat Oshoala     | Nigeria                | Barcellona             |
| 2023 | Asisat Oshoala     | Nigeria                | Barcellona             |

### Plurivincitrici
| Nome             | Titoli |
| ---------------- | ------ |
| Asisat Oshoala   | 6      |
| Perpetua Nkwocha | 4      |
| Cynthia Uwak     | 2      |

### Classifica per nazionalità delle calciatrici
| Nazione            | Giocatrici | Totale |
| ------------------ | ---------- | ------ |
| Nigeria            | 4          | 13     |
| Ghana              | 2          | 2      |
| Sudafrica          | 2          | 2      |
| Guinea Equatoriale | 1          | 1      |
| Camerun            | 1          | 1      |
| Totale             | 10         | 14     |

### Classifica per nazionalità dei club
| Nazione     | Vittorie          |
| ----------- | ----------------- |
| Svezia      | 5 (uno condiviso) |
| Spagna      | 3                 |
| Stati Uniti | 3                 |
| Nigeria     | 2                 |
| Finlandia   | 2 (uno condiviso) |
| Cina        | 1                 |
| Germania    | 1                 |
| Ghana       | 1                 |
| Inghilterra | 1                 |
| Sudafrica   | 1                 |

## Vincitrici

### Mercy Akide-Udoh
Centrocampista della nazionale nigeriana con cui è scesa in campo 19 volte e ha segnato 9 gol.

### Alberta Sackey
Attaccante della nazionale ghanese.

### Adjoa Bayor
Centrocampista della nazionale ghanese con 33 presenze e 6 gol.

### Perpetua Nkwocha
Centrocampista della nazionale nigeriana con 99 presenze e 80 gol.

### Cynthia Uwak
Attaccante della nazionale nigeriana con 20 presenze e 12 gol.

### Noko Matlou
Difensore della nazionale sudafricana.

### Genoveva Añonma
Attaccante della nazionale equatoguineana con 32 presenze e 18 gol.

### Asisat Oshoala
Centrocampista della nazionale nigeriana.

### Gaëlle Enganamouit
Attaccante della nazionale camerunese con 41 presenze e 5 gol.